# Singel (Sneek)
Het Singel is een van de doorgaande straten in de binnenstad van Sneek.
Voorheen was dit een van de singelgrachten van Sneek, maar deze is in stappen gedempt. De demping werd in 1952 voltooid, waardoor een zeer brede doorgaande straat is ontstaan. Onder het wegdek loopt nog wel een buis voor de circulatie van grachtwater.
Opvallend aan het Singel is de bebouwing. Aan de oostzijde is deze zeer weldadig en hoog, terwijl aan de westzijde lagere minder rijke panden, vaak pakhuizen of kleine woonhuizen, te vinden zijn. Een deel van deze panden vormt bovendien de achterzijde van de koopmanswoningen aan het Grootzand. Deze westzijde van de gracht heette tot 1920 Achterom, omdat hier de goederen voor de winkels aan de voorzijde werd aangevoerd. De oostzijde heette tot die tijd Cingel. Na 1920 droegen beide kanten de naam Achterom. Kort daarop is de naam gewijzigd in Singel, omdat bewoners de naam 'Achterom' denigrerend vonden.
Aan het Singel staan diverse rijksmonumenten, waaronder de Sint-Martinuskerk en de Doopsgezinde kerk